# Xemeneia de l'antiga fàbrica ERT
La Xemeneia de l'antiga fàbrica ERT és una obra de Montgat (Maresme) protegida com a Bé Cultural d'Interès Local.

## Descripció
Es tracta d'una xemeneia de planta circular troncopiramidal. La base és un alt pedestal quadrangular que té com a única decoració una motllura llisa a la seva part superior. la xemeneia a la seva part superior també té una motllura llisa. El parament és de maó vist.

## Història
Aquesta xemeneia pertany a l'antiga fàbrica ERT, que va ser enderrocada l'any 1989 per recuperar la platja de Montgat. Es va conservar la xemeneia com a record del passat industrial d'aquesta zona.